# 밂 (범주론)
범주론에서 밂(영어: pushout 푸시아웃[*])은 어떤 한 쌍의 사상에 의해 결정되는, 쌍대곱의 일반화이다. 일부 범주에서는 흔히 올쌍대곱(영어: fibered coproduct)이라고 불린다.

## 정의
어떤 범주에서 대상 {\displaystyle X,Y,Z} 및 사상
{\displaystyle X{\xleftarrow {f}}Z{\xrightarrow {g}}Y}
이 주어졌을 때, {\displaystyle X}와 {\displaystyle Y}의 밂 {\displaystyle X\sqcup _{Z}Y}는 다음과 같은 가환 그림을 만족시키는 대상 {\displaystyle P} 및 사상 {\displaystyle p_{1},p_{2}}이다.
{\displaystyle {\begin{matrix}Z&{\xrightarrow {f}}&X\\{\scriptstyle g}\downarrow &&\downarrow \scriptstyle p_{1}\\Y&{\xrightarrow[{p_{2}}]{}}&P\end{matrix}}}
이는 범주론적 쌍대극한을 이루어야 한다. 즉, 다음과 같은 보편 성질을 만족시켜야 한다. 다른 모든 대상 {\displaystyle Q} 및 사상 {\displaystyle q_{1}\colon Q\to X}, {\displaystyle q_{2}\colon Q\to Y}에 대하여, 만약 {\displaystyle q_{1}\circ f=q_{2}\circ g}라면 다음 그림을 가환하게 만드는 유일한 사상 {\displaystyle u\colon P\to Q}가 존재한다.
{\displaystyle {\begin{matrix}Z&{\xrightarrow {f}}&X\\{\scriptstyle g}\downarrow &&\downarrow &\searrow \\Y&\to &P&&{}^{q_{1}}\\&\searrow &&\searrow ^{\exists !u}&\downarrow \\&&{}_{q_{2}}&\to &Q\end{matrix}}}
만약 {\displaystyle X=Y}이며 {\displaystyle f=g}일 경우, {\displaystyle X{\xleftarrow {f}}Z{\xrightarrow {f}}X}의 밂은 쌍대핵쌍(雙對核雙,영어: cokernel pair)이라고 한다.

## 성질
(유한) 쌍대곱과 쌍대동등자가 존재하는 범주에서는 당김이 존재한다. 구체적으로, 쌍대곱
{\displaystyle X{\xrightarrow {\iota _{X}}}X\sqcup Y{\xleftarrow {\iota _{Y}}}Y}
이 주어졌을 때,
{\displaystyle X{\xleftarrow {f}}Z{\xrightarrow {g}}Y}
의 밂은
{\displaystyle Z{\xrightarrow[{\iota _{Y}\circ g}]{\iota _{X}\circ f}}X\sqcup Y}
의 쌍대동등자이다. 반대로, 밂과 쌍대곱이 존재하는 범주에서는 쌍대동등자가 존재한다.
만약 {\displaystyle Z}가 끝 대상일 경우, {\displaystyle X\times _{Z}Y\cong X\times Y}이다. 즉, 끝 대상이 존재하는 경우 당김(올곱)은 곱의 일반화이다.
밂은 당김의 반대 개념이다. 즉, 범주 {\displaystyle {\mathcal {C}}}에서의 밂은 그 반대 범주 {\displaystyle {\mathcal {C}}^{\operatorname {op} }}에서의 당김이며, 반대로 {\displaystyle {\mathcal {C}}}에서의 당김은 {\displaystyle {\mathcal {C}}^{\operatorname {op} }}에서의 밂이다.

## 예

### 집합
집합과 함수의 범주에서,
{\displaystyle X{\xleftarrow {f}}Z{\xrightarrow {g}}Y}
의 밂은 다음과 같은 몫집합이다.
{\displaystyle X\sqcup _{Z}Y=(X\sqcup Y)/{\sim }}
{\displaystyle x\sim y\iff \exists z\in Z\colon (x,y)=(f(z),g(z))}

### 대수적 범주
대수 구조 다양체로 정의되는 범주의 경우는 완비 범주이자 쌍대완비 범주이므로, 밂이 항상 존재한다. 이 경우, 두 대수 구조
{\displaystyle X{\xleftarrow {f}}Z{\xrightarrow {g}}Y}
의 밂은 {\displaystyle X}와 {\displaystyle Y}의 쌍대곱에서, {\displaystyle Z}의 원소의 상들을 합치는 최소의 합동 관계에 대한 몫대수이다.
예를 들어, 군의 범주에서 밂은 융합된 자유곱라고 불린다.

### 위상 공간
위상 공간의 범주에서,
{\displaystyle X{\xleftarrow {f}}Z{\xrightarrow {g}}Y}
의 밂은 분리합집합 {\displaystyle X\sqcup Y}의 다음과 같은 몫공간이다.
{\displaystyle X\sqcup _{Z}Y=(X\sqcup Y)/{\sim }}
{\displaystyle x\sim y\iff \exists z\in Z\colon (x,y)=(f(z),g(z))}
특수한 경우로, 만약 {\displaystyle Z}가 한원소 공간일 경우 이는 쐐기합이라고 불린다.

## 같이 보기
- 쌍대곱
- 당김 (범주론)

## 참고 문헌
- Mac Lane, Saunders (1998). 《Categories for the working mathematician》. Graduate Texts in Mathematics (영어) 5 2판. Springer. doi:10.1007/978-1-4757-4721-8. ISBN 978-1-4419-3123-8. ISSN 0072-5285. MR 1712872. Zbl 0906.18001.